# Kabinett Mandela
Das Kabinett Mandela wurde am 11. Mai 1994 von Nelson Mandela an den Union Buildings in Pretoria vorgestellt, der zuvor am 9. Mai 1994 vom neu gewählten Parlament zum Präsidenten der Republik Südafrika gewählt und am Folgetag vereidigt worden war. Mandelas Erster Vizepräsident war Thabo Mbeki und sein Zweiter Vizepräsident Frederik Willem de Klerk (Amtseid am 10. Mai 1994).

## Kabinett
In der Regierung Mandela waren der African National Congress (ANC), die Inkatha Freedom Party (IFP) und die Nasionale Party (NP) vertreten. Sie wird als „Regierung der nationalen Einheit“ (government of national unity) bezeichnet. Die erste Kabinettssitzung fand am 23. Mai 1994 in Kapstadt statt. Dem Kabinett gehörten 1995 folgende Personen an:
| Geschäftsbereich                                                                                      | Minister                      | Vizeminister                                                  |
| --- | ----------------------------- | ------------------------------------------------------------- |
| Präsident der Republik Südafrika / President of the Republic of South Africa                          | Nelson Mandela (ANC)          | siehe die nächsten zwei Zeilen                                |
| 1. Stellvertreter des Präsidenten / First Executive Deputy President                                  | Thabo Mbeki (ANC)             | -                                                             |
| 2. Stellvertreter des Präsidenten / Second Executive Deputy President                                 | Frederik Willem de Klerk (NP) | -                                                             |
| ohne Geschäftsbereich / without Portfolio (dem President’s Office angegliedert)                       | Jay Naidoo (ANC)              |                                                               |
| Allgemeine Angelegenheiten / General Affairs                                                          | Chris Fismer (NP)             |                                                               |
| Arbeit / Labour                                                                                       | Tito Mboweni (ANC)            |                                                               |
| Bildung / Education                                                                                   | Sibusiso Bengu (ANC)          | Renier Stephanus Schoeman (NP)                                |
| Finanzen / Finance                                                                                    | Chris Liebenberg (parteilos)  | Alec Erwin (ANC)                                              |
| Gesundheit / Health                                                                                   | Nkosazana Zuma (ANC)          |                                                               |
| Handel, Industrie und Tourismus / Trade, Industry and Tourism                                         | Trevor Manuel (ANC)           |                                                               |
| Innere Angelegenheiten / Home Affairs                                                                 | Mangosuthu Buthelezi (IFP)    | Penuell Maduna (ANC)                                          |
| Internationale Beziehungen / Foreign Affairs                                                          | Alfred Nzo (ANC)              | Aziz Pahad (ANC)                                              |
| Justiz / Justice                                                                                      | Dullah Omar (ANC)             | Gert Myburgh (NP)                                             |
| Künste, Kultur, Wissenschaft und Technologie / Arts, Culture, Science and Technology                  | Ben Ngubane (IFP)             | Brigitte Mabandla (ANC)                                       |
| Landangelegenheiten / Land Affairs                                                                    | Derek Hanekom (ANC)           | Anthon Tobias Meyer (NP)                                      |
| Landwirtschaft / Agriculture                                                                          | Kraai van Nierkerk (NP)       | Thoko Msane (ANC)                                             |
| Öffentliche Arbeiten / Public Works                                                                   | Jeff Radebe (ANC)             |                                                               |
| Öffentliche Unternehmen / Public Enterprises                                                          | Stella Sigcau (ANC)           |                                                               |
| Öffentlicher Dienst und Verwaltung / Public Service and Administration                                | Zola Skweyiya (ANC)           |                                                               |
| Polizei und Geheimdienst / Safety and Security                                                        | Sydney Mufamadi (ANC)         | Joe Matthews (IFP), für Nachrichtendienst: Joe Nhlanhla (ANC) |
| Post, Telekommunikation und Rundfunk / Posts, Telecommunications and Broadcasting                     | Pallo Jordan (ANC)            |                                                               |
| Provinzangelegenheiten und Verfassungsentwicklung / Provincial Affairs and Constitutional Development | Roelf Meyer (NP)              | für Provinzangelegenheiten: Valli Moosa (ANC)                 |
| Rohstoff- und Energieangelegenheiten / Minerals and Energy Affairs                                    | Pik Botha (NP)                |                                                               |
| Sport und Erholung / Sport and Recreation                                                             | Steve Tshwete (ANC)           |                                                               |
| Strafvollzug / Correctional Services                                                                  | Sipo Mzimela (IFP)            |                                                               |
| Umweltangelegenheiten / Environment Affairs                                                           | Dawie de Villiers (NP)        | Bantu Holomisa (ANC)                                          |
| Verkehr / Transport                                                                                   | Mac Maharaj (ANC)             |                                                               |
| Verteidigung / Defence                                                                                | Joe Modise (ANC)              | Ronnie Kasrils (ANC)                                          |
| Wasser und Forstangelegenheiten / Water Affairs and Forestry                                          | Kader Asmal (ANC)             |                                                               |
| Wohlfahrt und Bevölkerungsentwicklung / Welfare and Population Development                            | Abe Williams (NP)             | Geraldine Fraser-Moleketi (ANC)                               |
| Wohnungsbau / Housing                                                                                 | Sankie Nkondo (ANC)           |                                                               |

## Kabinettsumbildungen
- Der Finanzminister Derek Keys (NP) trat bereits im Juli 1994 von seinem Amt zurück. Es wurde von Chris Liebenberg übernommen, der zuvor den ANC in ökonomischen Fragen, speziell zum Bankensektor beraten hatte und als Minister nicht in parteipolitische Zusammenhänge gebracht werden wollte.[5][6]
- Ein neues Ministerressort mit der Bezeichnung General Affairs wurde für die Nasionale Party (NP) im Dezember 1994 bereitgestellt, nachdem sie den Finanzminister nicht mehr stellt. Es wurde im Januar 1995 mit Chris Fismer besetzt, ein enger Vertrauter von Frederik Willem de Klerk und Schlüsselfigur in den CODESA-Verhandlungen auf Seiten der NP[7], da gemäß dem Regierungsabkommen „zur nationalen Einheit“ den Parteien im Parlament eine bestimmte Anzahl von Ministerien zustanden. Fismer war hauptsächlich Ministerstellvertreter im Justizressort, verblieb dort bis März 1996 (siehe weiter unten) und wurde von Sheila Camerer abgelöst.[5][8]
- Als stellvertretender Minister im Ressort Safety and Security wurde Joe Nhlanhla im Juli 1994 in das Amt berufen. Er war mit Wirkung vom Februar 1995 Präsident Mandela direkt unterstellt. Zu seinen Aufgaben gehörte die Leitung des National Intelligence Co-ordinating Committee, dessen Funktion in der Kontrolle der damals vier bestehenden Geheimdienste von Südafrika bestand.[9]
- Das Ministeramt für Housing wurde 1994 mit Joe Slovo besetzt. Nach seinem Tod am 6. Januar 1995 übernahm Sankie Nkondo im selben Monat diese Aufgabe, zuvor war sie im Kabinett als stellvertretende Ministerin für Welfare tätig.[10]
- Im März 1996 trat John Mavuso als Minister für den neu errichteten Geschäftsbereich General Affairs in das Kabinett Mandela ein.[11]

Der Rückzug der Nasionale Party aus der Regierung im Frühjahr 1996 machte eine umfassende Kabinettsumbildung erforderlich.
- Chris Liebenberg trat am 28. März 1996 als Finanzminister zurück. Seinen Posten übernahm Trevor Manuel, der bislang Minister für Trade, Industry and Tourism war. Dessen bisherige Funktion wurde Alec Erwin übertragen. Zum stellvertretenden Finanzminister wurde Gill Marcus berufen.[12]
- Als Minister für Post and Telecommunication folgte nach Pallo Jordan im April 1996 der ANC-Politiker Jay Naidoo, bisher als Minister ohne Geschäftsbereich mit dem Tätigkeitsfeld Reconstruction and Development Programme eingesetzt.[12][13] An Stelle des Bereichs Reconstruction and Development Programme trat der Geschäftsbereich Growth Employment and Redistribution (GEAR).[14]
- Das Ministerium für Agriculture wurde im Juli 1996 mit dem Ressort Land zum neuen Ministerium für Agriculture and Land Affairs zusammengelegt und von Derek Hanekom übernommen.[14]
- Das Ministerium für Provincial Affairs and Constitutional Development übernahm im Juli 1996 Valli Moosa.[14]
- Das Ministerium für Minerals and Energy übernahm im Juli 1996 Penuell Maduna.[14]
- Das Ministerium für Environmental Affairs and Tourism wurde seit Juli 1996 von Pallo Jordan geleitet.[14]
- Das Ministerium für Welfare and Population Development übernahm im März 1996 Patrick McKenzie, jedoch schon im Juli desselben Jahres trat Geraldine Fraser-Moleketi in dessen Ministerfunktion.[14]